# Премія «Золота жар-птиця» (8-ма церемонія вручення)
«Золота жар-птиця» — щорічна українська національна музична премія. Восьма церемонія вшановувала найкращих в українській музиці у період з 1 березня 2018 по 1 березня 2019 року.
Нагороди від телеканалу М2 у вигляді пера золотої жар-птиці отримали переможці у 11 номінаціях: співак року, співачка року, поп-гурт, рок-гурт, хіт року, кліп року, балада року, прорив року, народний хіт, денс-хіт та інді. Номінація "Нові імена" була цього року відмінена.

## Журі
До складу журі увійшли радіо- і телепродюсери і відомі персони українського шоу-бізнесу: Роман Муха, Валентин Коваль, Нателла Чхартішвілі-Зацаринна, Роман Недзельський, Олена Мозгова, Юрій Нікітін, Руслан Квінта, Віталій Климов, Віталій Дроздов, Валерій Сасковець, Олександр Рассказов, Євген Фешак, Роман Давидов, Антон Цеслік, Роман Кальмук, Вадим Лисиця, Андрій Великий, Сергій Кузін, Михайло Некрасов, Андрій Пасічник, Ігор Кондратюк, Євген Філатов, Євген Євтухов.

## Церемонія нагородження
Церемонія нагородження премії «Золота жар-птиця» відбудеться 18 квітня у Національному палаці «Україна». Церемонії вручення буде супроводжувалася музичним шоу за участі українських артисті: «The Hardkiss», «KAZKA», Джамала, Сергій Бабкін, Альоша, «Воплі Відоплясова», Злата Огнєвіч, «Pianoбой», «Без обмежень», Tarabarova, Андріана, Олександр Пономарьов та інші.
Спеціальним гостем вечора стане Тіна Кароль.

## Номінанти та переможці
| Співачка року | Співак року |
| --- | --- |
| - Альоша - Оля Цибульська - Злата Огнєвіч - Tayanna - Андріана                                                                              | - Ivan Navi - Олександр Пономарьов - Сергій Бабкін - Дмитро Шуров - Андрій Кіше                                                                                     |
| Поп-гурт | Рок-гурт |
| - «Rumbero's» - «Клей Угрюмого» - «KAZKA» - «Kadnay» - «Dilemma»                                                                            | - «The Hardkiss» - «Антитіла» - «Без обмежень» - «Воплі Відоплясова» - «СКАЙ»                                                                                       |
| Хіт року | Кліп року |
| - «KAZKA» — «Плакала» - Альоша — «Текіла» - NK — «Тримай» - All stars MOZGI Ent. — «Промінь» - Андріана — «Ой, мамо»                        | - Оля Цибульська — «Сукня біла» - Злата Огнєвіч — «Долоні» - «KAZKA» — «Плакала» - Андріана — «Ой, мамо» - «Воплі Відоплясова» — «Кобіта»                           |
| Прорив року | Балада року |
| - LAUD - «Dilemma» - Ліа - alyona alyona - Аліна Паш                                                                                        | - Олександр Пономарьов — «Неймовірна» - «Воплі Відоплясова» — «Дібрівонька» - «Без обмежень» — «Листопад» - «Антитіла» — «Лови момент» - «The Hardkiss» — «Мелодія» |
| Інді | Dance-хіт |
| - «Kadnay» - LAUD - Джамала - «Один в каное» - «Женя і Катя»                                                                                | - Kadnay — «Тіло» - Злата Огнєвіч — «Долоні» - Dilemma — «Майлав» - Tarabarova — «Маніфест» - Valevska — «Моє тіло»                                                 |
| Народний хіт | |
| - NK — «Тримай» - Олег Винник та Потап — «Найкращий день» - Ірина Федишин — «Роман» - Оля Цибульська — «Сукня біла» - Андріана — «Ой, мамо» | |

*Жирним шарифтом виділені переможці в кожній номінації.